# Гений Чарльза Дарвина
«Гений Чарльза Дарвина» (англ. The Genius of Charles Darwin) — трёхсерийный документальный фильм о творчестве Чарлза Дарвина, спорном истолковании его учения (социальный дарвинизм, евгеника) и оппозиции ему, особенно религиозной (креационизм). Включает, среди прочего, интервью со Стивеном Пинкером, Дэниелом Деннетом и Роуэном Уильямсом

## Сюжет
Часть первая: беседа Докинза со школьниками об эволюции и экскурсия с ними на берег моря с поиском свидетельств древней жизни. Найроби — интервью с проституткой, предположительно имеющей иммунитет против СПИДа, и обсуждение этого явления с микробиологом Л. Джелмоном.
Часть вторая: разговор с палеонтологом Р. Лики, епископом-пятидесятником Б. Адойо. Различие эволюционного учения и социал-дарвинизма. Разговор с психологом Стивеном Пинкером о происхождении морали. Беседа с посетительницами и работником банка спермы.
Часть третья: Беседы с рядом креационистов и пояснения, почему теория Дарвина вызвала большой общественный резонанс. Рассказ об уходе Дарвина от религиозности.